# Business Aviation
Business Aviation es una aerolínea con base en Kinshasa en la República Democrática del Congo. Fue fundada en 1998 y efectúa vuelos regulares nacionales e internacionales, así como vuelos chárter y wet-lease. Su base de operaciones principal es el Aeropuerto N'Dolo (NLO), Kinshasa.
La aerolínea se encuentra en la lista negra de la Unión Europea de aerolíneas prohibidas por razones de seguridad.

## Servicios
La aerolínea efectúa vuelos regulares desde Kinshasa a destinos nacionales, así como vuelos internacionales a Brazzaville y Pointe-Noire.

## Flota
La flota de Business Aviation incluye los siguientes aviones (a 1 de mayo de 2008):
- 1 Antonov An-32
- 1 Let L-410 UVP-E
- 1 McDonnell Douglas DC-9-34F (operado por Astral Aviation)